# Pont Cebu-Cordova
Le pont Cebu-Cordova, officiellement le Cebu-Cordova Link Expressway (CCLEX), aussi appelé le troisième pont Cebu-Mactan ou simplement le Troisième Pont, est un pont autoroutier à péage de 8,9 kilomètres de long situé dans la région métropolitaine de Cebu aux Philippines. Le pont traverse le détroit de Mactan pour relier les îles de Cebu et de Mactan. Il s'agit du troisième pont routier entre les deux îles, mais du premier liant directement les villes de Cebu et de Cordova sur l'île de Mactan. Il s'agit du plus long pont des Philippines en 2023, dépassant de loin le pont de San Juanico (2,16 km), ainsi que le viaduc de Candaba (5 km).

## Histoire

### Projet

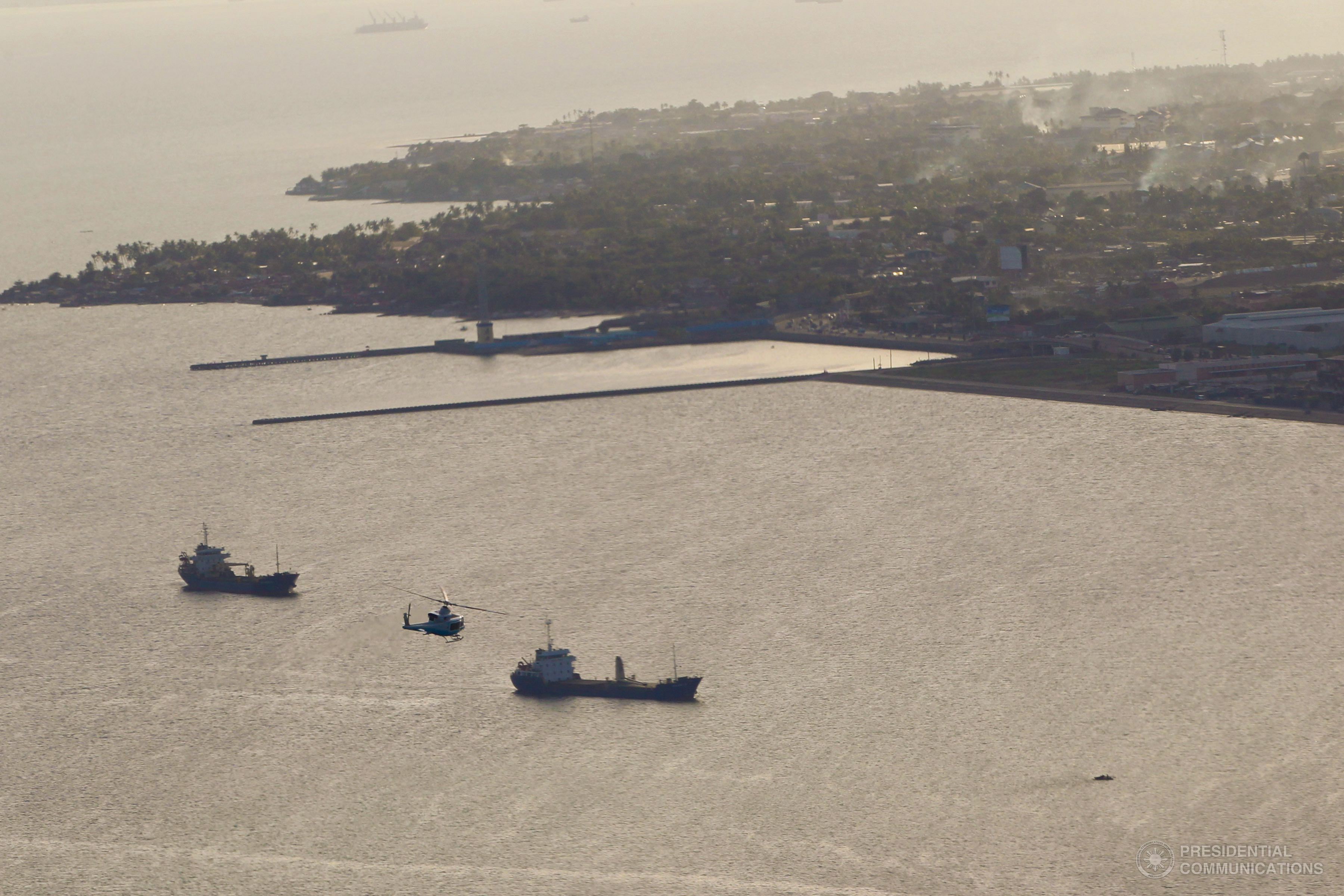
Site avant la construction du pont.

L'idée de construire un pont a d'abord été lancée par le maire de Cordova, Adelino Sitoy, pour relier sa municipalité à la partie continentale de la ville de Cebu. En 2014, la Metro Pacific Tollways Corporation (MPTC) propose spontanément un plan pour la construction d'un tel pont aux deux villes, qui l'étudient conjointement. Après de nombreuses études, les municipalités de Cordova et Cebu conclut un partenariat public-privé avec la Metro Pacific Tollways Development Corp. (MPTDC), une filiale de MPTC,, pour mener le projet à bien. MPTDC crée alors une nouvelle filiale, la Cebu Cordova Link Expressway Corporation (CCLEC), pour réaliser et exploiter le pont autoroutier. Le maire de Cebu, Mike Rama, a soutenu le projet en raison des retombées économiques escomptées. Le pont doit notamment fluidifier le trafic routier entre les deux îles et faciliter l'accès  l'aéroport international de Mactan-Cebu.
Le 7 février 2016, la CCLEC obtient des prêts et obligations de garantie d'un total de 19 milliards de pesos philippins (₱) avec six banques : la Development Bank of the Philippines (DBP), la Rizal Commercial Banking Corporation (RCBC), la Bank of the Philippine Islands (BPI), la Robinsons Bank Corporation, l'Union Bank of the Philippines et la Security Bank Corporation. MPTDC finance le reste du projet, sur fonds propres et par des investisseurs privés. Dans le même tmeps, la MPTDC annonce officiellement que la construction du pont commencera en 2017, et qu'elle sera responsable de la construction, du financement et de l'exploitation ddu pont une fois achevé.

### Construction

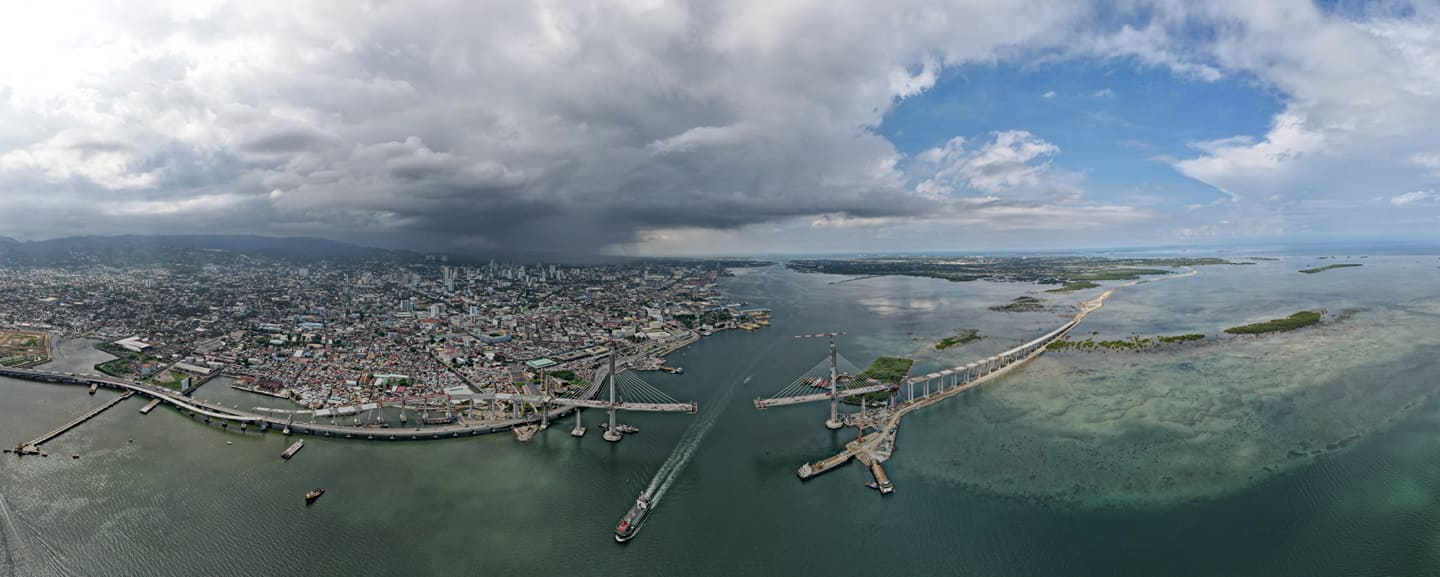
Photo du pont en construction en mars 2021.

La cérémonie marquant le début de la construction du pont a lieu le 2 mars 2017. Il s'agit alors du premier projet de construction de la MPTDC en dehors de Luçon.
En 2021, à l'occasion des commémorations marquant les 500 ans de l'introduction du catholicisme au Philippines, huit grandes croix « œcuméniques » ont été placées sur les deux pylônes principaux du pont en construction. Les croix composées de centaines de LED sont allumées pour la première fois le 15 avril 2021,,.
La dernière coulée de béton du tablier du pont principal a eu lieu le 5 octobre 2021.

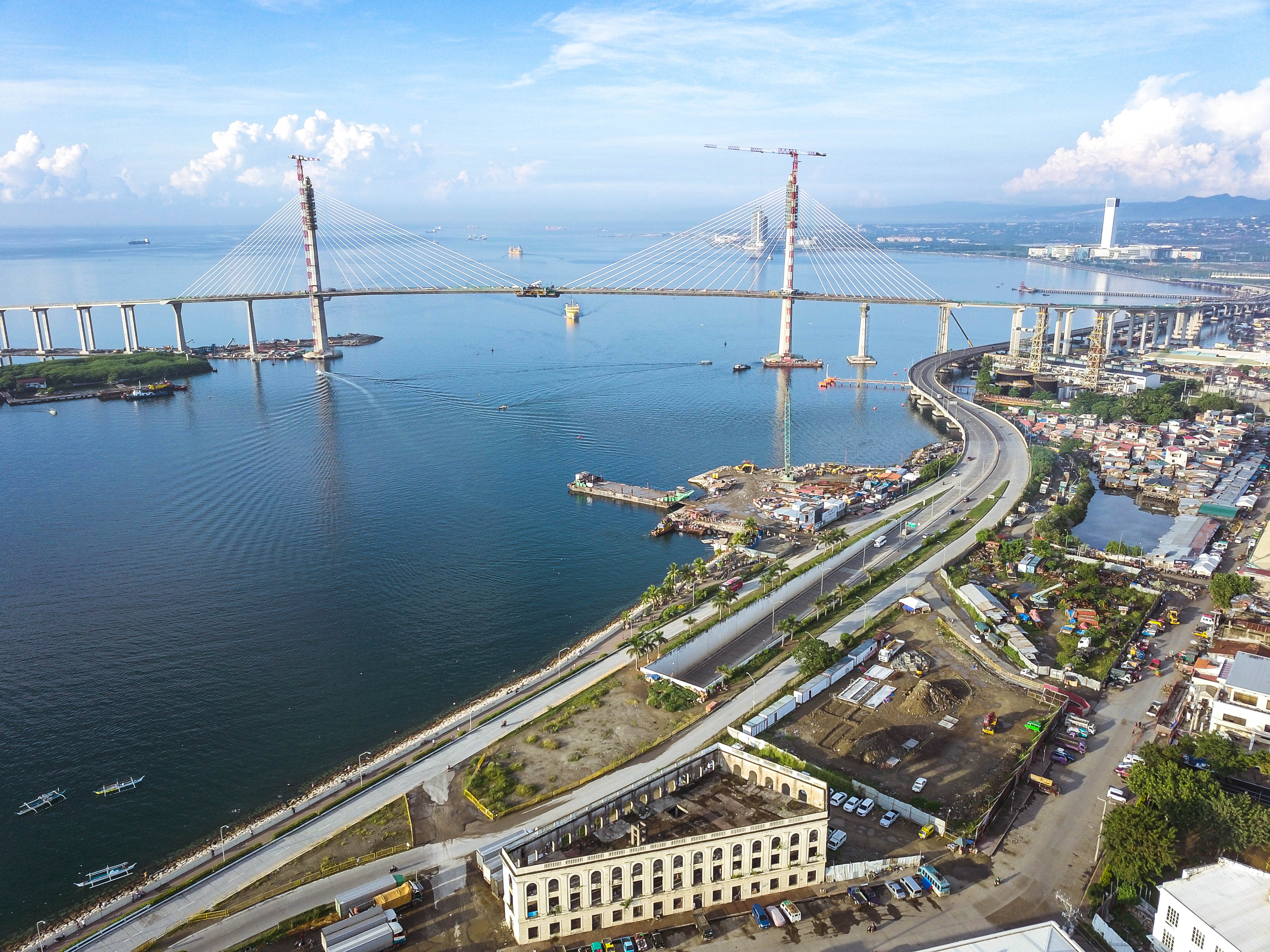
Photo du pont en construction en octobre 2021.

Le pont est inauguré par le président philippin de l'époque, Rodrigo Duterte, le 27 avril 2022, coïncidant avec le 501e anniversaire de la bataille de Mactan. Il s'agit de la première autoroute à péage des Philippines en dehors de Luçon,. Il est officiellement ouvert aux automobilistes trois jours plus tard, le 30 avril 2022.

## Exploitation

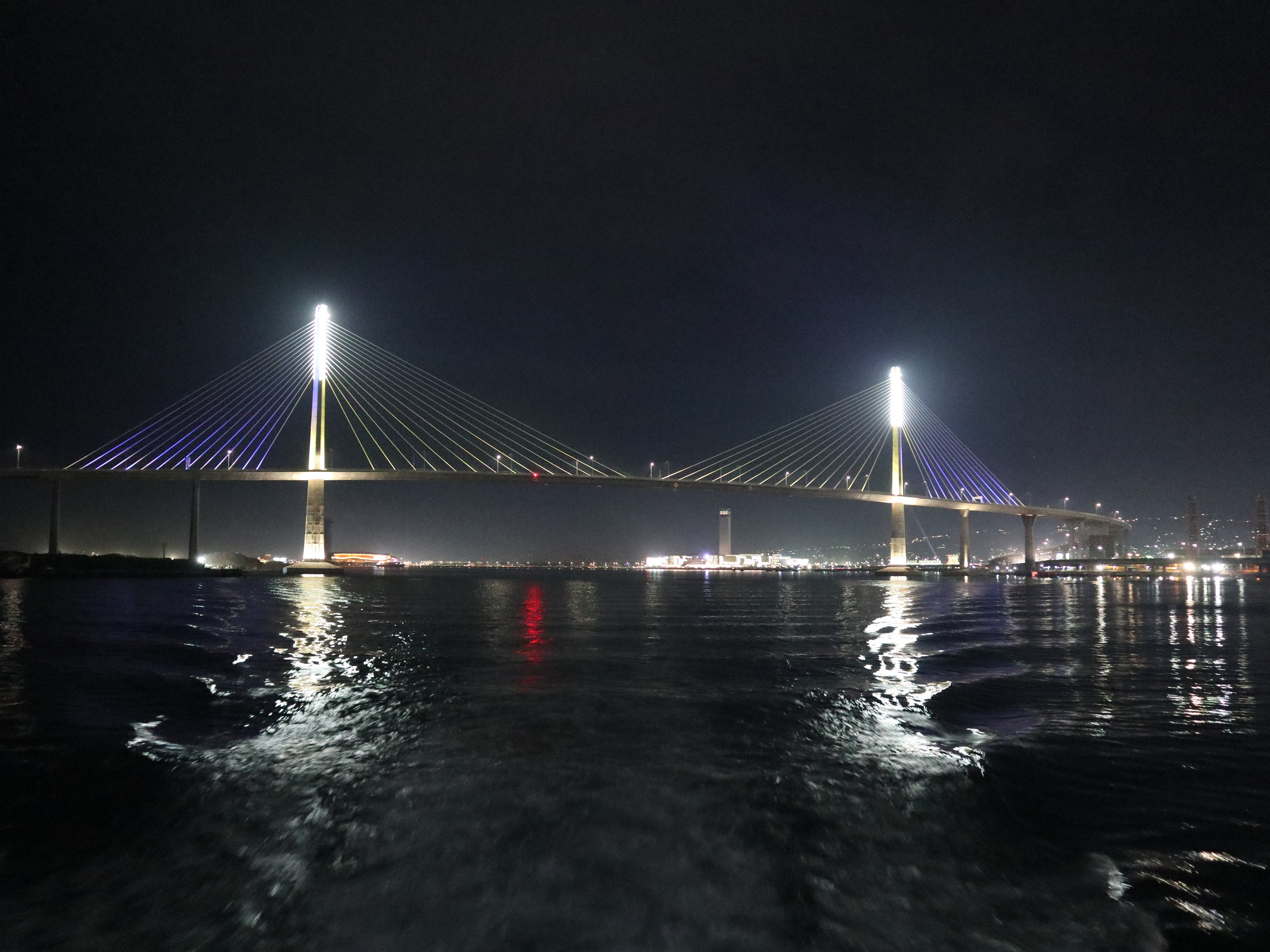
Photo du pont illuminé la nuit.

La CCLEC, filiale de MPTDC, exploite le pont avec un contrat de concession de 35 ans.
L'accès à l'autoroute se fait par un péage à barrière, où les automobilistes paient en fonction de la classe de leur véhicule. Le poste de péage est situé sur une île artificielle après le pont principal et constitue le seul point de péage de l'autoroute. À son ouverture, le péage est payé en espèce, puis un système de paiement électronique est mis en place le 2 juillet 2022.

## Caractéristiques
Le pont a un longueur de 8,9 kilomètres, une largeur de 27 mètres et une hauteur maximal de 145 mètres, ce qui en fait le plus long et le plus haut pont des Philippines, dépassant le pont San Juanico, qui relie les îles de Leyte et Samar, et le viaduc de Candaba sur l'autoroute de Luçon Nord. Ce sont deux entreprises en génie civile espagnoles qui ont conçu le projet, la Carlos Fernandez Casado (CFC) et la SENER Ingeniería y Sistemas, tandis que l'entreprise locale DCCD Engineering Corporation et l'entreprise danoise COWI sont chargées de représenter la CCLEC. La construction est réalisée par une entreprise commune entre l'entreprise espagnole Acciona et les entreprises philippines First Balfour et DMCI. Reliant Cebu City et Cordova et capable d'accueillir au moins 40 000 véhicules par jour, le pont est en partie destiné à servir d'itinéraire alternatif pour relier Cebu à l'aéroport international de Mactan-Cebu sur l'île de Mactan.
La travée principale du pont, d'une longueur de 390 mètres, est à haubans et repose sur des pylônes de 145 mètres de haut. Le design des pylônes s'inspire de la Croix de Magellan. La travée principale a une hauteur de 51 mètres, afin de permettre la navigation maritime dans le détroit. Une chaussée (route sur terre-plein artificiel) et deux ponts d'approches à poutres complètent la travée principale à haubans, ainsi qu'un péage. L'architecture du poste de péage s'inspire du soleil à huit rayons du drapeau des Philippines.

## Prix
En 2022, les prix du péage sont :
| Classe de véhicule                                                     | Prix    |
| ---------------------------------------------------------------------- | ------- |
| Classe 1M (motos entre 110cc et 399cc)                                 | 60 ₱    |
| Classe 1 (voitures, motos de plus de 400cc, SUVs, jeepneys)            | 90 ₱    |
| Classe 1 de plus de 2,1 mètres (véhicules avec équipements de loisirs) | 180 ₱   |
| Classe 2 (bus, camions légers)                                         | 180 ₱   |
| Classe 3 (camion lourds and remorques)                                 | 270 ₱   |
| Piétons et vélos                                                       | Gratuit |

## Prolongement
Il existe des propositions d'extension de l'autoroute afin d'en augmenter le trafic. Du côté de Cebu, il est proposé de construire une bretelle d'environ 2 km de long qui longerait la rivière Guadalupe. Si elle est réalisée, la bretelle coûterait environ 1 milliard de ₱ et relierait Mactan aux quartiers d'affaires de Cebu.
Du côté de Mactan, la voie rapide se termine près des barangays (quartiers) de Pilipog et Ibabao (à Cordova) et croise la route Babag II du barangay Babag (à Lapu-Lapu). À partir de là, un prolongement de l'autoroute est proposé à travers la ville de Lapu-Lapu pour relier directement l'aéroport international de Mactan-Cebu. Cela prolongerait l'autoroute de 5 à 8 kilomètres, pour un coût estimé entre 10 et 15 milliards de ₱.
CCLEX devrait également être relié au projet de pont Cebu-Bohol.